# Вихров, Константин Львович
Константин Львович Вихров (род. 27 марта 1937, Киев) — футболист, футбольный арбитр, педагог и функционер. Судья всесоюзной категории (13.09.1971). Заслуженный работник физической культуры и спорта (2002). Судил матчи чемпионата СССР, отборочные матчи чемпионатов мира, Европы и Олимпийских игр. В период с 2007 по 2012 — технический директор Федерации футбола Украины. Доктор философии, профессор.
Широкое признание получил благодаря разработке методических пособий по футболу для профессиональных тренеров и арбитров. Куратор перевода правил игры в футбол ФИФА на русский и украинский языки. Подготовил 160 публикаций: 29 научного и 131 — учебно-методического характера.

## Биография
В футбол начал играть в киевской команде «Трудовые резервы» в 1951—1960 годах. С 1960 по 1963 выступал за клуб «Локомотив» Киев. В 1964 году окончил киевский государственный институт физической культуры и спорта (КГИФКиС). Судить футбольные матчи начал в 1962 году (первенство Киева и УССР), а с 1965 по 1986 — матчи высшей лиги чемпионата СССР в качестве арбитра и ассистента арбитра. На международной арене проводил отборочные матчи чемпионатов мира и Европы, Олимпийских игр, розыгрышей кубков УЕФА в 1974—1985. Избирался председателем федерации футбола всеукраинского добровольного физкультурно-спортивного общества (ВДФСО) профсоюзов Украины в 1985—1991.
В 1967—1998 преподаватель кафедры футбола киевского института физической культуры и спорта. Официальный делегат федерации футбола Украины в 1988—2008, инспектор федерации футбола СССР в 1990—1991. Официальный делегат УЕФА в 1993—2008. С 1973 по 2007 член исполнительного комитета федерации футбола Украины. Член президиума всесоюзной коллегии судей Федерации футбола СССР с 1976 по 1981 годы. Председатель коллегии судей ФФУ в 1971—1973 годах. Президент ассоциации футбольных арбитров Украины с 1991 по 1998 годы. Член бюро профессиональной футбольной лиги Украины с 1996 по 2008 годы. Председатель экспертной комиссии федерации футбола Украины с 2002 по 2010 год.
Стоял у истоков создания технического комитета ФФУ, который возглавлял с 1998 по 2007 годы. Читал лекции по теории и методике футбола на международных курсах повышения квалификации специалистов футбола по программам ФИФА и УЕФА в Турции (1992), Словакии (1993—1995), Германии (1994), Чехии (1996), России (1991, 1996, 1999), Австрии (1995), США (1996) и Румынии (1994). Выступал с докладами на международных конференциях УЕФА (1995, 1996, 2002, 2004, 2006, 2007, 2012).
Награждён Орденом «За заслуги» ІІІ степени (2004).

## Достижения и награды
Достижения
- Победитель всесоюзного конкурса «Олимпийский арбитр СССР»: 1979
- В числе «10-ти лучших» судей СССР: 1976
- В числе лучших судей УССР: 1970—1972, 1975—1979, 1981—19847

Награды
- Знак коллегии футбольных арбитров и инспекторов Киева «1000 матчей за карьеру»
- Золотой знак ФИФА: 1980
- Золотая и серебряная медаль федерации футбола СССР: 1982
- Медаль федерации футбола Украины «За заслуги»: 2004

## Книги
Автор 18 книг и пособий по футболу:
- Вихров К. Л., Лоос В. Г. «Упражнения для тренировки внимания судьи» — М.: Спорткомитет СССР, 1978 — 11с.
- Вихров К. Л., Лоос В. Г. «Рекомендации по психологической подготовке судьи» — М.: Спорткомитет СССР, 1979 — 8с.
- Вихров К. Л. «Змагання з футболу» — К.: «Здоров, я», 1981 — 112с.
- Вихров К. Л «Игры в тренировке футболистов» — К.: «Здоров, я», 1983 — 96 с.
- Вихров К. Л. «Знакомство с футболом» — К.: «Реклама», 1983 — 80с.[6]
- Вихров К. Л. «Подготовка футбольного арбитра» — К.: «Здоров, я», 1987 — 200с.
- Вихров К. Л. «Футбол в школе» — К.: «Радянська школа» 1990 — 200с.
- Вихров К. Л. «Футбольный арбитр Украины» — К.: ФФУ, 1995 — 112с.
- Вихров К. Л. «В помощь футбольному арбитру» — К.: ФФУ, 1997 — 29 с.
- Вихров К. Л. «Футбольний арбітр Украины» — К.: ФФУ, 1997 — 76с.
- Вихров К. Л. «Правила игры». Пособие по программированному обучению — К.: ФФУ, 1999 — 91 с.
- Вихров К. Л. «Хорошо ли вы знаете правила?» — К.: ФФУ, 1999 — 52 с.
- Вихров К., Дяченко А. «Буклет делегата Федерации футбола Украины» — К.: ФФУ, 2000 — 70с.
- Вихров К. Л. «Физическая подготовка юных футболистов» — К.: ФФУ, 2000 — 44 с.
- Вихров К., Догадайло В. «Педагогический контроль в процессе подготовки» — К.: ФФУ, 2000 — 66 с.
- Вихров К. Л. «Футбол у школi» — К.: «КОМБИ ЛТД», 2002—256 с.
- Вихров К., Дулипский А. «Разминка футболистов» — К.: «КОМБИ ЛТД», 2005—192 с.
- Вихров К. Л. Компаньон футбольного арбитра" — К.: «КОМБИ ЛТД», 2006—360 с.[7].